# Essuiles
Essuiles is een gemeente in het Franse departement Oise (regio Hauts-de-France) en telt 452 inwoners (1999). De plaats maakt deel uit van het arrondissement Clermont.

## Geografie
De oppervlakte van Essuiles bedraagt 13,5 km², de bevolkingsdichtheid is 33,5 inwoners per km².
De onderstaande kaart toont de ligging van Essuiles met de belangrijkste infrastructuur en aangrenzende gemeenten.

## Demografie
Onderstaande figuur toont het verloop van het inwonertal (bron: INSEE-tellingen).

1. ↑  Populations de référence 2022.